# Die sieben Todsünden des Deutschen Reiches im Ersten Weltkrieg
Die sieben Todsünden des Deutschen Reiches im Ersten Weltkrieg ist ein Buch des Autors Sebastian Haffner, Erstausgabe 1964 (Hamburg Nannen Press).
In diesem Buch analysiert Haffner die seiner Meinung nach bedeutendsten Fehler der damaligen Deutschen Regierung bezüglich des Ersten Weltkrieges. Haffner schrieb das Buch 1964, genau 50 Jahre nach Beginn des Ersten Weltkrieges. Mit seiner Streitschrift griff Haffner 1964 in die Kontroverse um die Thesen Fritz Fischers ein. Seine Motivation für das Buch war, dass seiner Meinung nach Deutschland selbst nach einer so langen Zeit „mit dem Ergebnis des Ersten Weltkrieges nicht fertig geworden“ war. „Mit dem Ersten Weltkrieg begann die deutsche Selbstzerstörung, die immer noch weitergeht.“

## Die sieben Todsünden
1. Die Abkehr von Bismarck
2. Der Schlieffenplan (England wird in den Krieg hineingezogen)
3. Belgien und Polen oder die Flucht vor der Wirklichkeit
4. Der uneingeschränkte U-Boot-Krieg (Amerika wird in den Krieg hineingezogen)
5. Das Spiel mit der Weltrevolution und die Bolschewisierung Russlands
6. Brest-Litowsk oder Die verpatzte letzte Chance
7. Der wirkliche Dolchstoß (Handhabung der Niederlage nach Beendigung des Krieges)